# Onda de tornados nos Estados Unidos em 31 de março a 1 de abril de 2023
A onda de tornados nos Estados Unidos em 31 de março a 1 de abril de 2023 foi uma onda de tornados generalizada, mortal e histórica que afetou grandes porções do centro-oeste, sul e leste dos Estados Unidos no último dia de março e primeiro de abril. Foi resultado de um ciclone extratropical que também produziu condições de nevasca no centro-oeste superior. O Centro de Previsão de Tempestades (SPC, na sigla em inglês) emitiu uma rara emissão de alto risco para clima severo em duas áreas do vale do Mississippi em 31 de março, a primeira emissão de alto risco desde 25 de março de 2021. Aproximadamente 28 milhões de pessoas foram colocadas sob vigilância desde a noite do dia 31 até a madrugada do dia seguinte. Em certos pontos da onda, mais de 20 avisos de tornado simultâneos estavam ativos, com um total de 175 avisos de tornado emitidos em 31 de março e outros 51 emitidos em 1 de abril.
No total, 147 tornados tocaram o solo, 116 deles apenas no dia 31 de março.[carece de fontes?] A onda ocupou o terceiro lugar no mundo de maior número de tornados em um período de 24 horas, com 136 tornados ocorrendo entre 19:00 UTC de 31 de março a 1 de abril. Essa contagem foi superada apenas pela Super onda de tornados de 1974 com 148 naquele surto de 18 horas e os Tornados de abril de 2011 nos Estados Unidos com 219. 
A onda deixou, ao todo, 26 vítimas, junto com uma fatalidade indireta relacionada ao tornado. Seis outras fatalidades relacionadas ao clima ocorreram: cinco de ventos em linha reta e uma fatalidade indireta durante a limpeza. Além disso, houve registro de mais de 211 feridos. [carece de fontes?]

## Sinopse
Antes deste evento, outra onda de tornados havia acabado de atingir o sul dos Estados Unidos no dia 24 de março de 2023 – a qual também resultou em 26 fatalidades. Logo após, no dia 29 de março, os estados de Iowa, Illinois, Missouri e parte de Indiana, Arkansas, Kentucky, além do vale do Tennessee, receberam, do SPC, um risco aumentado para tempo severo. Nesse período, a região estava propícia para a formação de uma linha de instabilidade forte e rápida com supercélulas capazes de formar tornados e causar chuvas de granizo.

### 31 de março

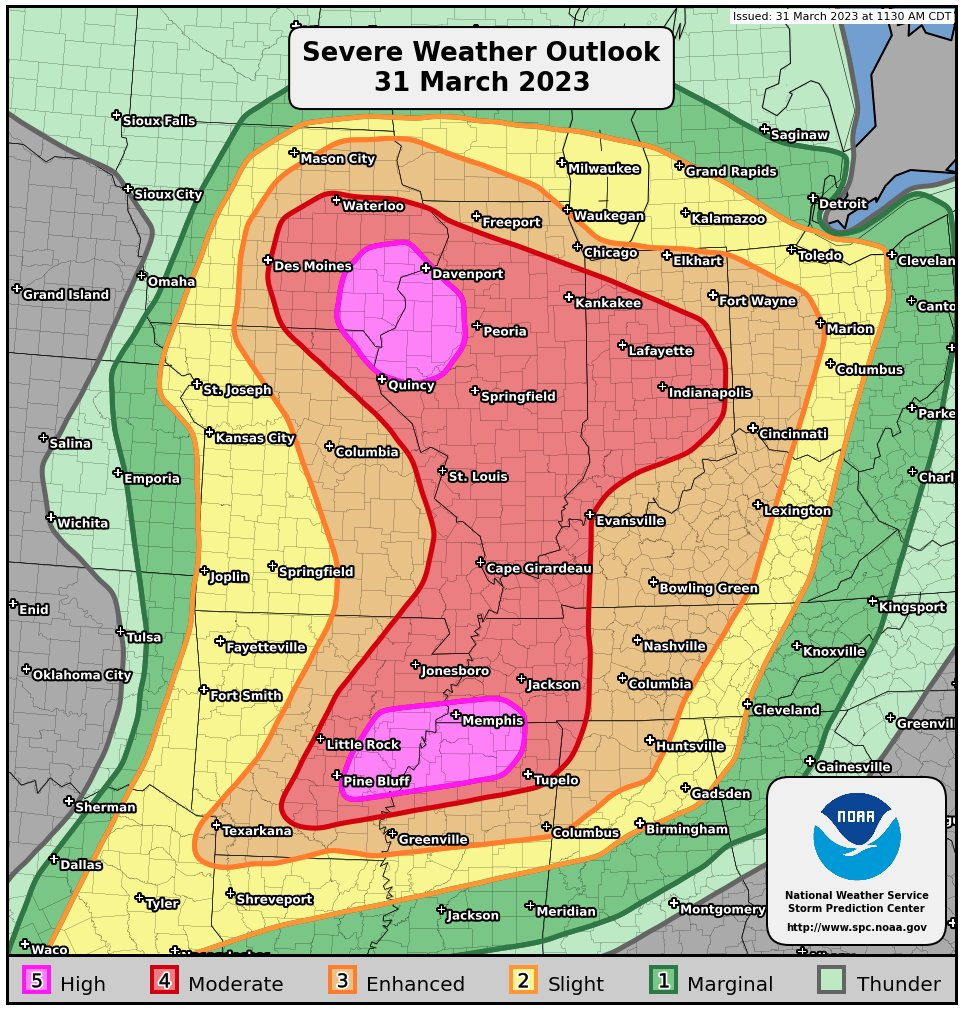
Previsão do tempo do Centro de Previsão de Tempestades para o dia 31 de março de 2023.

Em 31 de março de 2023, o mesmo sistema de tempestades que havia provocado neve no oeste dos Estados Unidos avançou para o leste, só que mais intenso.
Não muito tempo depois, supercélulas começaram a se desenvolver ao redor do rio Mississippi, mais precisamente no oeste de Arkansas. O primeiro tornado a tocar o solo nesta área foi classificado como um EF3 e provocou uma emergência de tornado, pois resultou em danos catastróficos e dezenas de vítimas na parte oeste e norte do metrô de Little Rock.[carece de fontes?]
Mais ao norte, o desenvolvimento discreto de supercélulas foi muito mais difundido. Várias se formaram ao norte do Missouri e trouxeram granizo e rajadas de vento antes de se tornarem rapidamente tornados à medida que se moviam para nordeste, principalmente no sudeste de Iowa e oeste de Illinois. O maior tornado da onda ocorreu nesta área, foi um violento EF4 que passou próximo de Keota, em Iowa, o mesmo danificou residências – incluindo uma que foi completamente varrida.[carece de fontes?]

### 1 de abril

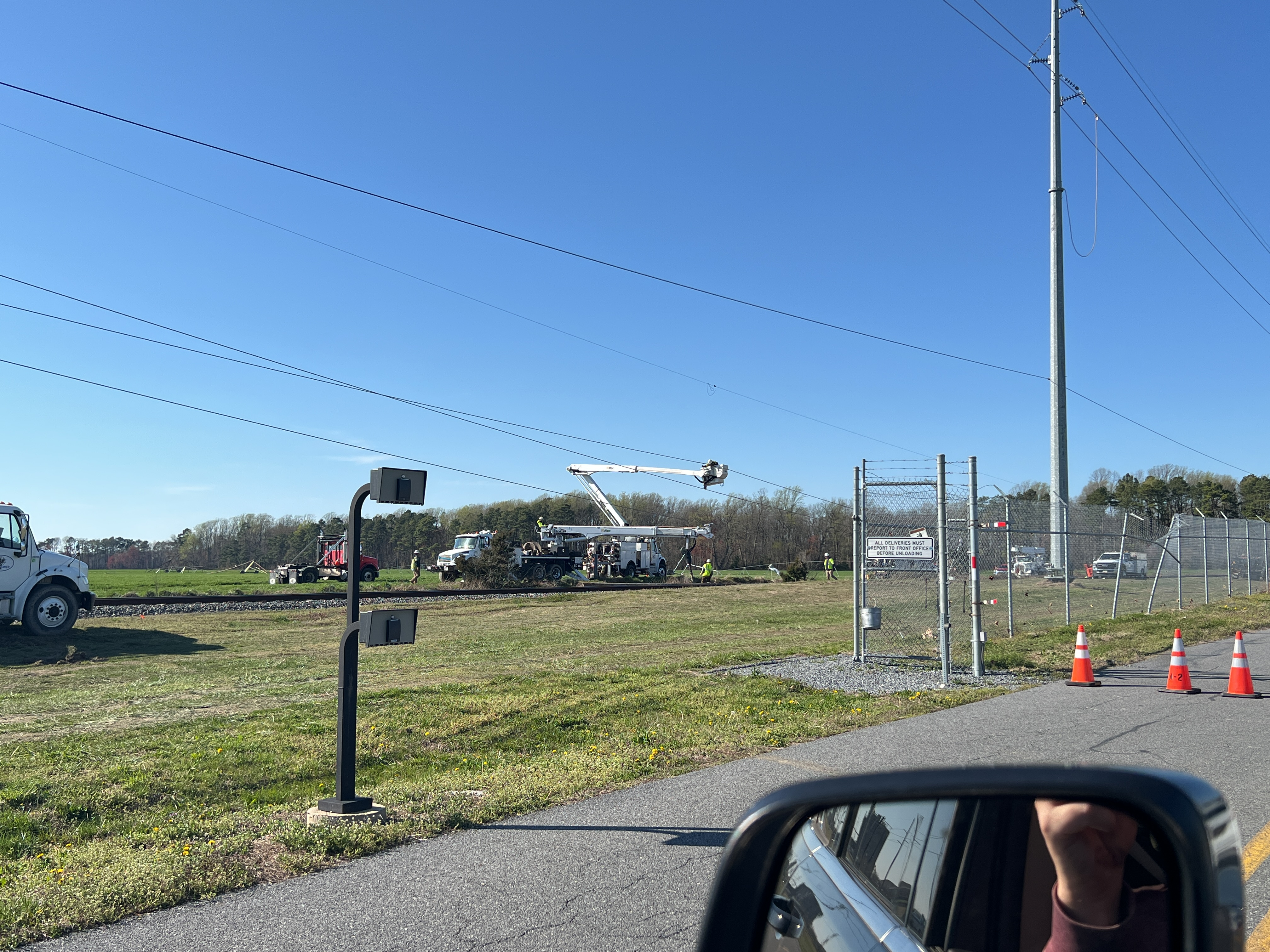
Danos causados por um tornado EF3 em Bridgeville, Delaware.

Durante a madrugada de 1º de abril, as condições atmosféricas mais favoráveis para o tempo severo começaram a se deslocar mais para o sul. Além disso, mais duas supercélulas se desenvolveram no norte do Mississippi, eventualmente fortalecendo-se e produzindo tornados mais destrutivos à medida que se moviam pela área metropolitana de Tupelo.[carece de fontes?]
Por volta do meio da manhã, uma nova linha de tempestades severas rapidamente se formou atrás da convecção enfraquecida original. Essa nova linha de instabilidade continuou se movendo para o leste. A mesma enfraqueceu-se à medida que se movia para um ambiente de umidade limitada no centro da Pensilvânia, mas a parte sul da linha logo se intensificou novamente devido a uma massa de ar flutuante sobre o leste do estado. Uma célula dentro da linha produziu cinco tornados no centro de Nova Jérsia, com os três últimos sendo classificados como EF2. Além disso, uma supercélula solidária se desenvolveu ao sul de Washington, D.C. e continuou a se mover sobre a Península de Delmarva, onde gerou um tornado EF3 destrutivo que danificou e destruiu várias casas e matou uma pessoa no Condado de Sussex, Delaware. Este foi o maior tornado registrado no estado desde que começaram os registros. A grave ameaça continuou em toda a Península de Delmarva antes que todas as tempestades se deslocassem para o mar pouco depois das 10h EDT, encerrando o surto.

## Tabela
| Data        | Total | EFU | EF0 | EF1 | EF2 | EF3 | EF4 | EF5 | Mortos | Feridos |
| ----------- | ----- | --- | --- | --- | --- | --- | --- | --- | ------ | ------- |
| 31 de março | 114   | 9   | 34  | 35  | 26  | 9   | 1   | 0   | 23     | 203+    |
| 1º de abril | 31    | 0   | 11  | 12  | 6   | 2   | 0   | 0   | 3      | 8+      |
| Total       | 147   | 9   | 45  | 47  | 32  | 11  | 1   | 0   | 26     | 211+    |